# Golden Richards
Golden Richards (Salt Lake City, Utah; 31 de diciembre de 1950-23 de febrero de 2024) fue un jugador de fútbol americano de Estados Unidos que jugó ocho temporadas con tres equipos en la NFL en la posición de wide receiver y ganó el Super Bowl XII.

## Carrera

### Universitario
Siendo pretendido por varias universidades, inicialmente se había decidido unirse a los Utah Utes, pero por un consejo de un pastor evangélico cambió de decisión y decidió jugar para los BYU Cougars para servir a la misión. Desde el inicio fue el jugador más rápido de los Cougars y utilizó el número 22 en homenaje a Bob Hayes. En su segundo año en 1970, Richards lideró a BYU en recepciones con 36 para 513 yardas (quinto lugar en la WAC) y un touchdown. En 1971, volvió a liderar al equipo con 14 recepciones para 287 yardas y un touchdown. También realizó 33 regresos de patada para 624 yardas (promedio de 17.9) y 4 touchdowns, 23 regresos para 468 yardas (promedio de 19.8). Lideró al país en regresos de patada y fue el lugar 16 en yardas totales. Richards impuso cuatro récords en regreso de patada en un juego (219 yardas ante North Texas Mean Green), más regresos de kickoff en un partido (247 yardas, 7 regresos), promedio por regreso de patada en una temporada (35.3 yardas) y empató el récord de más touchdowns por regreso de patada en una temporada (4). Ganó el All-WAC.
La combinación del cambio de reglas académicas lo hacían inelegible y BYU rediseño la ofensiva, por lo que fue transferido a Hawaii Rainbow Warriors en su última temporada. Con los Rainbows en 1972 consiguió 23 recepciones para 414 yardas y 5 touchdowns, antes de lesionarse la rodilla.

### Profesional
Fue seleccionado por los Dallas Cowboys en la segunda ronda (46° global) en el Draft de 1973, Richards fue el jugador más rápido del equipo en su año de novato y estaba en los equipos especiales. En el Campeonato de la NFC pierden de locales ante los Minnesota Vikings el 30 de diciembre, donde regresó una patada para 63 yardas para touchdown.
En 1974 Richards pasó a ser el wide receiver titular sobre Bob Hayes. Logró recepciones largas (de 52, 58, 46, y 43 yardas) y en números fue su mejor año con 26 recepciones para 467 yardas (promedio de 18) y 5 touchdowns. En 1975 tuvo 21 recepciones para 451 yardas (promedio de 21.5 ) y 4 touchdowns. En 1976 logró 19 recepciones para 414 yardas (promedio de 21.8) y 3 touchdowns, temporada en la que se perdió tres partidos por una lesión de hombro.
En 1977 Richards alternó el puesto de titular con Butch Johnson, teniendo 17 recepciones para 225 yardas (promedio de 13.2) y 3 touchdowns. En la victoria 27–10 sobre los Denver Broncos en el Super Bowl XII tuvo el mejor partido de su carrera con una recepción de 29 yardas de Robert Newhouse en el último cuarto para asegurar la victoria.
Con la emergencia de Tony Hill, Richards perdió la titularidad y a inicios de septiembre fue cambiado a los Chicago Bears, por una selección de quinta ronda (#121-Bob Hukill) en el Draft de 1979 y de tercera ronda (#78-Bill Roe) en el Draft de 1980.
In 1978 Richards tuvo su mayor cantidad de recepciones en una temporada con 27 con los Bears. En 1979 solo jugó en cinco partidos luego de lesionarse la rodilla el 30 de septiembre cuando fue a bloquear un pase de 65 yardas hacia Walter Payton ante Tampa Bay, aunque terminó el partido. No le renovaron el contrato cuando salió de la lista de lesionados.
El 8 de mayo los Denver Broncos contratan a Richards como agente libre para la temporada de 1980, pero se volvería a lesionar antes de iniciar la temporada. Pasó a la lista de lesionados en agosto, y se retiró al finalizar la temporada de 1980.

## Tras el retiro
Richards fue el presentador y coproductor del programa de caza y pesca de ESPN llamado "ESPN Outdoors". Fue mencionado en la obra "A Beer Can Named Desire" y en el episodio "Cops and Robert" del sitcom King of the Hill. Al retirarse como jugador se volvió adicto a las drogas, alcohol, tuvo tres divorcios, y fue arrestado por fraude.
En 2011 fue diagnosticado con la enfermedad de Parkinson, la cual los doctores adujeron que se debía a la combinación de golpes en su tiempo como jugador de fútbol americano y al consumo de drogas. Vivió con sus dos hijos, Goldie y Jordan.
Richards murió de una falla cardíaca el 23 de febrero de 2024 a los 73 años.